# Phyllotreta atra
Phyllotreta atra är en skalbaggsart som först beskrevs av Fabricius 1775.  Phyllotreta atra ingår i släktet Phyllotreta, och familjen bladbaggar. Arten är reproducerande i Sverige.